# Шпортфройнде (футбольный клуб, Лотте)
«Шпортфройнде» Лотте — немецкий футбольный клуб из города Лотте, Северный Рейн-Вестфалия. В настоящий момент выступает в Региональной лиге Германии.

## История
Клуб был основан как гимнастический спортивный клуб Turnverein Lotte в 1929 году и первоначально был посвящён только занятиям гимнастикой. Был основан заново как VfL Sportfreunde Lotte 9 февраля 1946 года, после этого в спортивном обществе появились отделения футбола и гандбола. В 1996 году Лотте завоевали возможность играть в Фербандслиге Вестфалия (V) и, после завоевания титула чемпиона этого уровня в 2004 году ими было получено право играть в Оберлиге Вестфалия (IV) — уровне.
По итогам сезона 2015/16 команда заняла первое место в Региональной лиге «Запад» и пробилась в Третью лигу Германии.
В сезоне 2017/18 заняла 16 место в Третьей лиге. В следующем сезоне получила 18 место с 41 очком, после чего вылетела в региональную лигу.
Команда проводит свои домашние матчи на стадионе FRIMO (ранее известном как Лоттер Кройц, PGW Arena, SolarTechnics-Arena и connectM-Arena), вмещающем 7474 зрителя (из этого числа 5104 сидячих места и 2370 стоячих).

## Кубок Германии 2016/17
21 августа 2016 года в первом раунде Кубка Германии, на домашнем стадионе, побеждён клуб Бундеслиги «Вердер» со счётом 2:1.
25 октября 2016 года во втором раунде Кубка Германии обыгран клуб Бундеслиги «Байер 04» (2:2 в основное и дополнительное время, 4:3 в серии пенальти).
8 февраля 2017 года в 1/8 Кубка Германии обыгран клуб Второй Бундеслиги «Мюнхен 1860» — 2:0..
14 марта 2017 года в 1/4 финала Кубка Германии «Шпортфройнде» проиграл на своём поле одному из лидеров Бундеслиги дортмундской «Боруссии» со счётом 0:3..
Выступление в Кубке Германии сезона 2016/17 с выходом в 1/4 финала стало самым большим достижением клуба за всю историю существования.

## Достижения
- Чемпионы Бециркслиги Вестфалия: 1989
- Чемпионы Ландеслиги Вестфалия: 1996
- Чемпионы Фербандслиги Вестфалия: 2004
- Выход в Региональную лигу «Запад»: 2008
- Чемпионы Региональной лиги «Запад». Выход в Третью лигу Германии: 2016